# Silberschmelzhütte St. Georgen

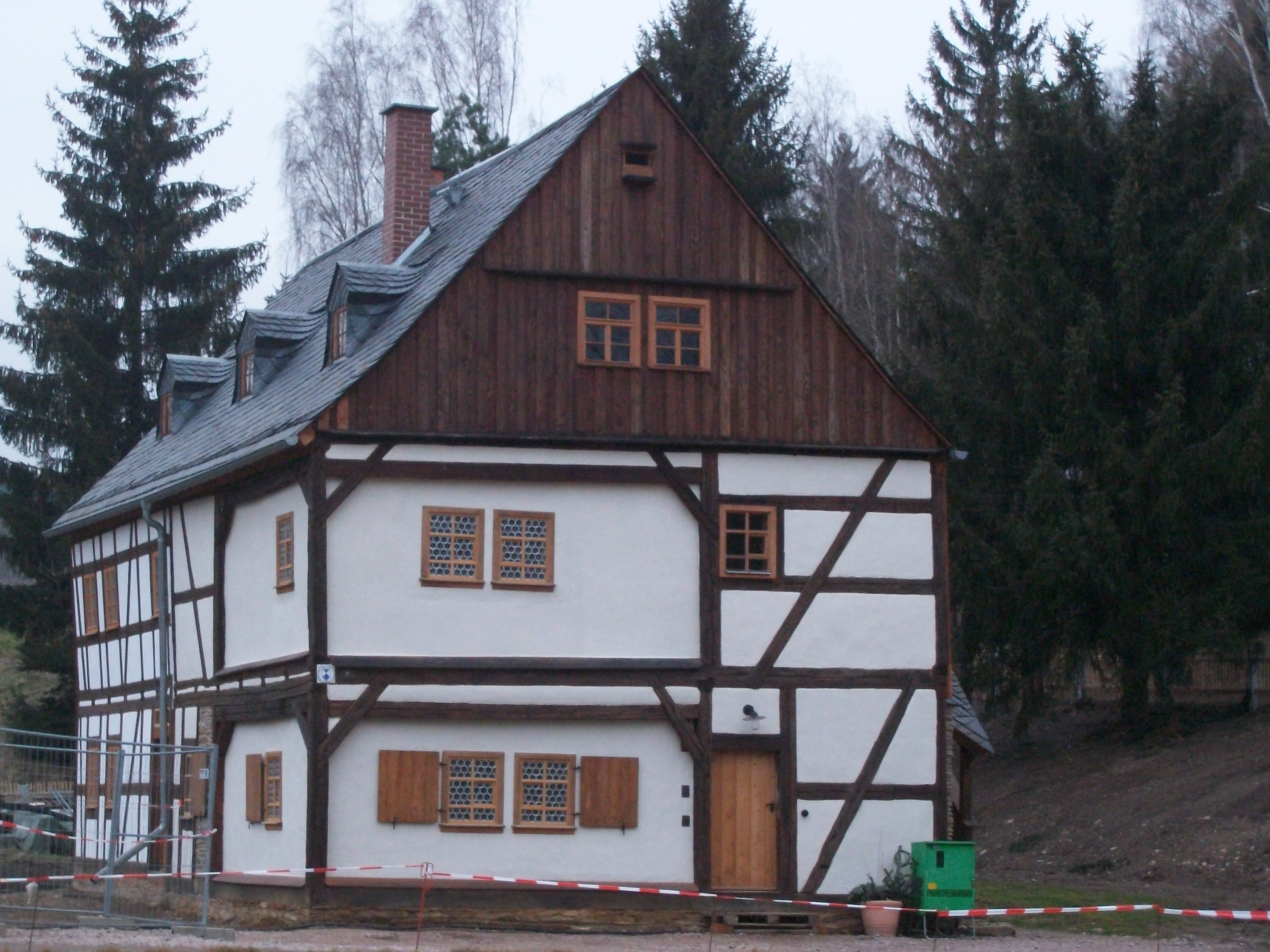
Silberschmelzhütte St. Georgen (2018)

Die Silberschmelzhütte St. Georgen ist eine unter Denkmalschutz stehende ehemalige Schmelzhütte im Schneeberger Ortsteil Neustädtel im sächsischen Erzgebirgskreis. Die Hütte gehörte zu der Schneeberger Grube St. Georg. In ihr wurden Silbererze geschmolzen.

## Geschichte

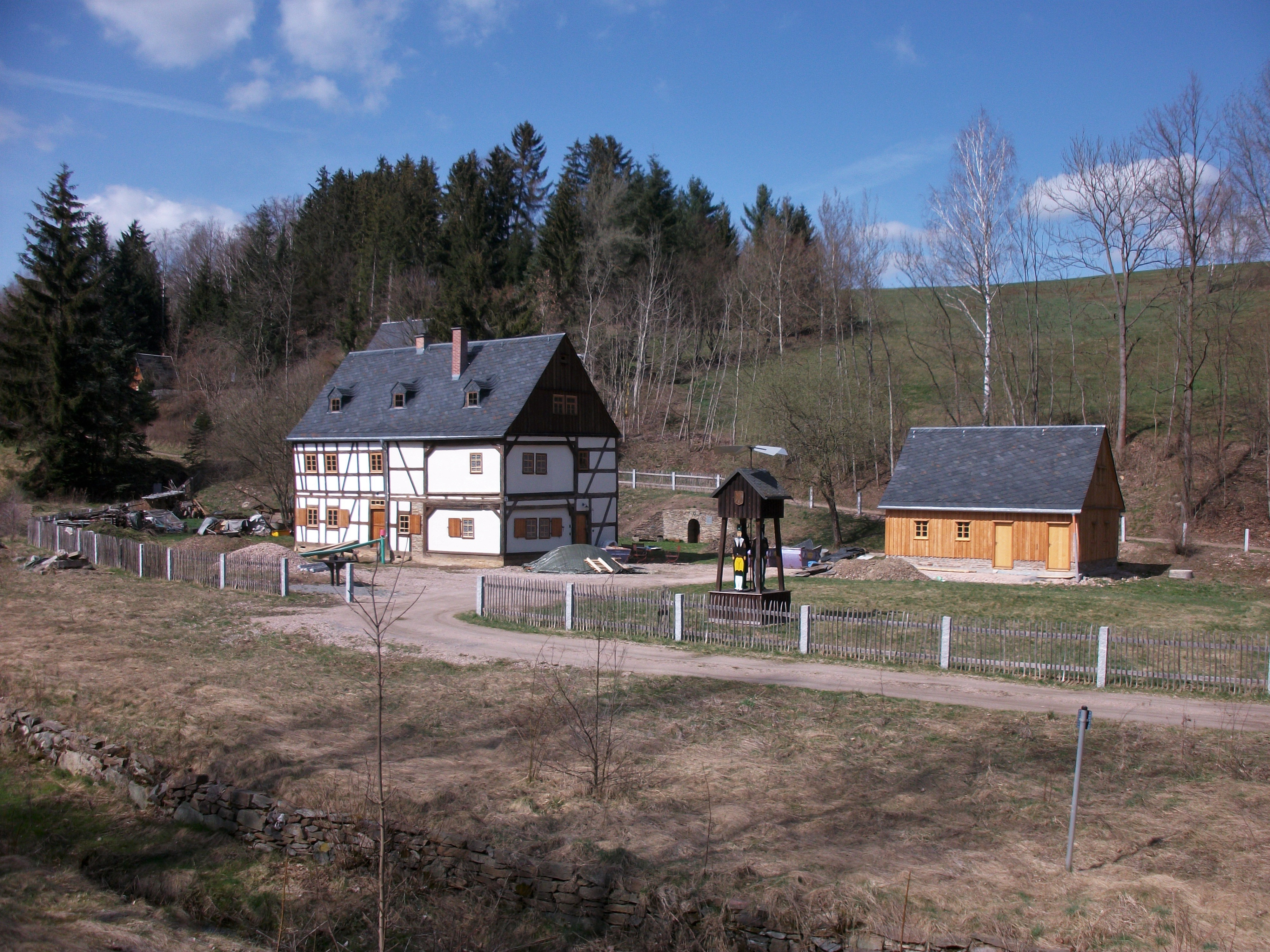
Silberschmelzhütte St. Georgen mit Kohlhaus und Außenpyramide (2021)

Die Grube Sankt Georg errichtete um 1500 eine Silberschmelzhütte im Lindenauer Grund. Sie war eine von 13 Hütten in Schneeberg und schon 1519 war sie die bedeutendste in dem Bergbaugebiet. 1529 verkaufen die beiden Zehentner Paul Schmidt und Thomas  Meiner auf Befehl des Kurfürsten Herzog Georg die Schneeberger St. Georgen-Hütte „dem gestrengen Nicol von Ende solche Hütte, samt aller Ein- und Zugehör, Teichen, Wäschwerk, Schlacken und Affter, umb 500. Gulden Rheinischer Landes-Währung.“ Nicol von Ende (* um 1504 in Schneeberg) war als kurfürstlicher Beamter ab 1529 auch an der Gründung der Stadt Gottesgab beteiligt.
Das jetzt noch vorhandene Haus entstand 1665 als kurfürstliche Silberschmelzhütte, weil das erste Gebäude 1573 bei einem Hochwasser zum Teil zerstört wurde.

## Beschreibung
Die Schmelzhütte liegt etwa drei Kilometer vom Schneeberger Zentrum entfernt im Lindenauer Grund in Neustädtel und sechzig Meter nördlich vom Siebenschlehener Pochwerk. Das Hüttengebäude wurde als zweigeschossiges Fachwerkhaus errichtet. Ein besonderes Detail sind die beiden übereinander angeordneten Umgebindestuben. Zum Gebäudekomplex gehörten zusätzlich ein Wohn- und Cationierhaus sowie ein Kohlhaus. In der Hütte gab es Schmelz- und Probieröfen und Treibeherd als technische Ausstattung.
Die Schmelzhütte war bis 1717 in Betrieb. 1710 wurde in Freiberg die Generalschmelzadministration gegründet. Ab diesem Zeitpunkt wurden auf kurfürstlichen Befehl die staatlichen Hüttenwerke zusammengefasst und der Aufkauf von Silbererzen in Freiberg konzentriert. Somit war die Schmelzhütte in diesem Gebäude nur 50 Jahre in Betrieb.

## Heutige Nutzung und Erhaltung

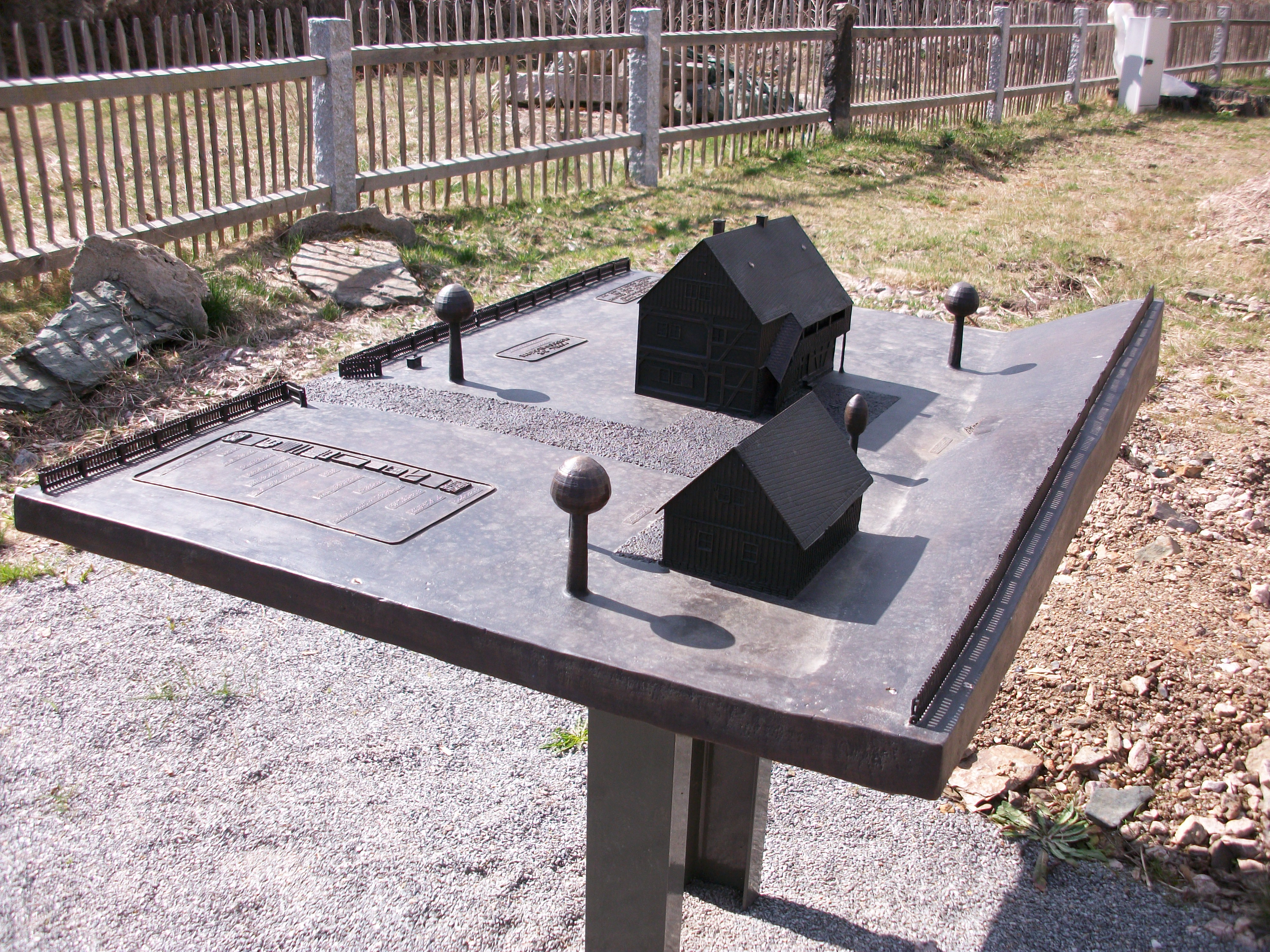
Taktiles Modell der Silberschmelzhütte St. Georgen

Das Gebäude wurde bis Anfang des 20. Jahrhunderts als Wohnhaus genutzt. Als die letzte Bewohnerin starb, erwarb die Stadt Schneeberg das Gebäude, um es zu erhalten. Ein 2010 gegründeter Verein übernahm das Gebäude im Rahmen eines Erbbaurechtsvertrags und kümmert sich um die denkmalpflegerische Sanierung. Bei der Untersuchung der beiden Blockstuben konnte man das Alter des Holzes auf das Fälljahr 1664 datieren.
Das Schmelzen des Silbers erfolgte in gemauerten Schachtöfen, wie sie schon Georgius Agricola in De re metallica beschrieb. Die Einweihung des 2019 fertiggestellten Neubaus des einst neben der Schmelze befindlichen Kohlhauses erfolgte im Jahr 2021. Ebenfalls im Jahr 2021 wurde ein taktiles Modell der Silberschmelzhütte auf dem Areal errichtet, um blinden und sehschwachen Menschen durch Fühlen das Verständnis des Kulturdenkmal zu erleichtern.